# Адміністративний устрій Роздольненського району
Адміністративний устрій Роздольненського району — адміністративно-територіальний поділ Роздольненського району АР Крим на 2 селищні та 10 сільських рад, які підпорядковані Роздольненській районній раді та об'єднують 41 населений пункт. Адміністративний центр — смт Роздольне.

## Список радРоздольненського району
| №  | Назва                       | Центр             | Населені пункти                                                        | Площа км² | Місце за площею | Населення (2001), чол. | Місце за населенням |
| -- | --------------------------- | ----------------- | ---------------------------------------------------------------------- | --------- | --------------- | ---------------------- | ------------------- |
| 1  | Новоселівська селищна рада  | смт Новоселівське | смт Новоселівське c. Сєверне                                           |           |                 |                        |                     |
| 2  | Роздольненська селищна рада | смт Роздольне     | смт Роздольне                                                          |           |                 |                        |                     |
| 3  | Березівська сільська рада   | c. Березівка      | c. Березівка c. Нива c. Тавкель-Найман                                 |           |                 |                        |                     |
| 4  | Ботанічна сільська рада     | c. Ботанічне      | c. Ботанічне c. Кумове c. Червоне                                      |           |                 |                        |                     |
| 5  | Зиминська сільська рада     | c. Зимине         | c. Зимине c. Воронки c. Коджалак c. Овражне                            |           |                 |                        |                     |
| 6  | Ковильнівська сільська рада | c. Ковильне       | c. Ковильне c. Вітрянка c. Волочаївка c. Молочне c. Сінокісне          |           |                 |                        |                     |
| 7  | Кукушкінська сільська рада  | c. Кукушкіне      | c. Кукушкіне c. Вогні                                                  |           |                 |                        |                     |
| 8  | Руч'ївська сільська рада    | c. Руч'ї          | c. Руч'ї c. Городнє c. Комишне c. Кереїт c. Максимівка c. Федорівка    |           |                 |                        |                     |
| 9  | Серебрянська сільська рада  | c. Серебрянка     | c. Серебрянка c. Бахчівка c. Каштанівка c. Орлівка c. Соколи c. Чехове |           |                 |                        |                     |
| 10 | Славнівська сільська рада   | c. Славне         | c. Славне c. Бюйтен c. Рилєєвка c. Стерегуще                           |           |                 |                        |                     |
| 11 | Слов'янська сільська рада   | c. Слов'янське    | c. Слов'янське c. Татиш-Конрат                                         |           |                 |                        |                     |
| 12 | Чернишівська сільська рада  | c. Чернишове      | c. Чернишове c. Кропоткіне c. Портове                                  |           |                 |                        |                     |

* Примітки: м. — місто, с-ще — селище, смт — селище міського типу, с. — село